# Arabian Knight
Arabian Knight, właściwie Sulayman Ansari – amerykański producent powiązany z amerykańskim zespołem hip-hopowym Wu-Tang Clan.

## Produkcje
| Rok  | Utwór                               | Wykonawca      | Album                         |
| ---- | ----------------------------------- | -------------- | ----------------------------- |
| 1998 | „High Explosives”                   | Killah Priest  | Heavy Mental                  |
| 1999 | „Breaker Breaker”                   | GZA            | Beneath the Surface           |
| 1999 | „Hip Hop Fury”                      | GZA            | Beneath the Surface           |
| 1999 | „Victim”                            | GZA            | Beneath the Surface           |
| 1999 | „Stringplay (Like This, Like That)” | GZA            | Beneath the Surface           |
| 1999 | „Outro”                             | GZA            | Beneath the Surface           |
| 2000 | „Musical Chairs”                    | Royal Fam      | Yesterday, Today, Iz Tomorrow |
| 2000 | „Acid”                              | Royal Fam      | Yesterday, Today, Iz Tomorrow |
| 2000 | „Our Time”                          | Royal Fam      | Yesterday, Today, Iz Tomorrow |
| 2000 | „Bop Your Head”                     | Killah Priest  | View from Masada              |
| 2002 | „Stay In Line”                      | GZA            | Legend of the Liquid Sword    |
| 2002 | „Fame”                              | GZA            | Legend of the Liquid Sword    |
| 2002 | „Highway Robbery”                   | GZA            | Legend of the Liquid Sword    |
| 2002 | „Sparring Minds”                    | GZA            | Legend of the Liquid Sword    |
| 2002 | „Sacred Wars”                       | Afu-Ra         | Life Force Radio              |
| 2002 | „Get Down”                          | Krumb Snatcha  | Respect All Fear None         |
| 2003 | „It's Like That”                    | Inspectah Deck | The Movement                  |
| 2003 | „Say What Ya Want”                  | Craig G        | This Is Now!!!                |
| 2004 | „I Don't Believe That”              | Kreators       | Live Coverage                 |
| 2004 | „Blame Us (Part 1)”                 | Royal Fam      | Years Months Dayz             |
| 2008 | „Short Race”                        | GZA            | Pro Tools                     |
| 2008 | „Cinema”                            | GZA            | Pro Tools                     |
| 2011 | „Substance Abuse”                   | DJ Deadeye     | Substance Abuse               |